# Composite ciment verre
Pour les articles homonymes, voir CCV et GRC.
Le composite ciment verre ou CCV (en anglais, Glass fiber reinforced concrete (GFRC) ou Glassfibre reinforced concrete (GRC)) est un béton renforcé de fibres riche en ciment (rapport sable/ciment = 1), dans lequel des fibres de verre (diamètre des filaments de 10 à 30 μm) sont incorporées lors du malaxage (technique du prémix) ou de la mise en œuvre selon une technologie directement issue des composites verre : la projection simultanée et projection prémix. 
Le micro béton apporte au CCV ses qualités intrinsèques (moulabilité, diversité des parements, etc.). Quant à la fibre de verre, elle lui confère un comportement mécanique pseudo-ductile qui autorise la création de produits minces donc légers : 35 kg·m-2 en 20 mm d'épaisseur.

## Historique
- Découverte par le Pr Majumbar de la fibre de verre AR (Alcali-Résistante).

- Pilkington Brothers développe la technologie du CCV.

Années 1970 : Pays-Bas
- Forton met au point le PGRC, ajout d'un polymère acrylique (15 % poids ciment) au mélange micro béton + fibres E.

- Le polymère réduit la porosité du micro béton et permet la cure dite « à l'air » (deux jours en atmosphère humide).

Années 1980 : Monde entier
- Développement des productions de CCV en projection simultanée ou coulé vibré.

- Standardisation de fait des formulations : 5/5 en projection simultanée (5 % en poids de fibres AR et 5 % en volume de polymère).

Années 1990 : Europe
- Lancement des travaux de normalisation européenne des CCV au sein du TC 229 Produits préfabriqués en béton (animation française).

Les premiers produits ont donc été fabriqués dans les années 1960 en Grande-Bretagne. Toutefois, le réel développement de l'utilisation du CCV date des années 1980 avec la connaissance des mécanismes physico-chimiques de son vieillissement (la fibre de verre borosilicate de type E utilisée avec succès pour le renforcement des matrices organiques ne résiste pas aux alcalis de la pâte de ciment) et l'industrialisation de solutions pour garantir les propriétés mécaniques à long terme des produits soumis aux intempéries :
- utilisation de fibre de verre AR (Alcali Résistants) ;

- ajout de polymères acryliques qui réduisent la porosité du micro béton et simplifient les conditions de cure ;

- plus récemment, addition de chaux à effet pouzzolanique dans le micro béton pour prévenir, lorsque nécessaire, la perte de ductilité due à la formation de cristaux de chaux à l'interface fibres/micro béton.

## Formulation et performances
Les formulations actuellement utilisées dites 5/5 en projection simultanée (5 % de fibres en masse et 5 % de polymère en volume) et 3/5 en prémix, présentent un compromis entre une assez bonne durabilité et un coût raisonnable.
Légèreté, moulabilité, performances physiques (incombustible, imputrescible, ne rouille pas, etc.) sont les trois qualités principales du CCV qui sont aujourd'hui utilisés par plus de mille entreprises dans une quarantaine de pays pour la réalisation de produits non structurels destinés au bâtiment, génie civil et équipements divers. Les États-Unis et le Japon sont les plus gros producteurs de CCV. En Europe, le marché a atteint en 1994 un chiffre d'affaires proche de deux milliards de francs. En France (poids actuel 10 % du marché européen), le marché se partage à parts égales entre produits industriels et éléments d'habillage de façade en neuf et réhabilitation.

## Particularités des CCV
Elles sont au nombre de quatre :
- fabrication : elle fait appel à une main d'œuvre spécialement formée et nécessite des contrôles rigoureux à tous les stades de production ;

- évolution des performances mécaniques des CCV à long terme : dans nos régions, les valeurs mécaniques des CCV se stabilisent à vingt ans. Les contraintes admissibles pour le dimensionnement prennent en compte cette évolution ;

- performances : les propriétés des CCV à court termes sont influencées par les caractéristiques de la fibre de verre (nature, % pondéral, longueur des fibres) et celles du micro béton ; le procédé de fabrication conditionne l'ensemble. De cet fait, il n'y a pas un CCV mais des CCV tout comme il n'y a pas un acier mais des aciers ;

- conception : l'importance des variations dimensionnelles de retrait hydraulique et cyclique 0,5 à 1,5 mm par mètre selon CCV) due au fort dosage en ciment, implique dans le cas d'éléments de grandes dimensions, l'obligation de système de liaisonnement permettant une libre dilatation des éléments CCV avec la structure porteuse.

## Normalisation européenne
La normalisation européenne des CCV est en marche depuis 1990 au sein du TC 229 « Produits préfabriqués en béton ». Elle est menée par le TC 229 WG 3 TG 2 animée par la France avec la participation d'experts représentatifs de tous les pays d'Europe et des structures compétentes tant sur le plan industriel (GRCA, FVF, etc.) que scientifique (CERIB, CSTB, Faculté Polytechnique de Milan, etc.).
Une campagne d'essais européenne a été réalisée en 1994-1995 : dix formules produites par neuf usines situées en France, Royaume-Uni et Suisse/Allemagne ont été testées par sept laboratoires de quatre pays : France, Pays-Bas, Allemagne, Royaume-Uni. Près de six cents éprouvettes ont été testées en flexion (à sept jours, 28 jours et après vieillissement), absorption d'eau, masse volumique et variations dimensionnelles.
Le premier programme de travail est terminé avec la mise au point des normes suivantes pour uniformiser les méthodes d'essais et les règles de contrôle de production.
- EN 1170-1, Produits préfabriqués en béton - Méthode d’essai des composites ciment verre-Partie 1 : Mesure de la consistance de la matrice.

- EN 1170-2, Produits préfabriqués en béton - Méthode d’essai des composites ciment verre-Partie 2 : Mesure de la teneur en fibres du CCV frais, méthode dite « séparation par lavage ».

- EN 1170-3, Produits préfabriqués en béton - Méthode d’essai des composites ciment verre-Partie 3 : Mesure de la teneur en fibres du CCV réalisés par projection.

- EN 1170-4, Produits préfabriqués en béton - Méthode d’essai des composites ciment verre-Partie 4 : Mesure de la résistance en flexion, méthode dite « Essai simplifié de flexion ».

- EN 1170-5, Produits préfabriqués en béton - Méthode d’essai des composites ciment verre-Partie 5 : Mesure de la résistance en flexion, méthode dite « Essai complet de flexion ».

- EN 1170-6, Produits préfabriqués en béton - Méthode d’essai des composites ciment verre-Partie 6 : Détermination de l’absorption d’eau par immersion et de la masse volumique sèche.

- EN 1170-7, Produits préfabriqués en béton - Méthode d’essai des composites ciment verre-Partie 7 : Mesures des variations dimensionnelles extrêmes en fonction de la teneur en eau.

- ENV 1170-8, Méthode d’essai des composites ciment-verre - Partie 8 : Essai type de durabilité par cycles.

- EN 14649, Produits préfabriqués en béton - Méthode d’essai de la conservation de la résistance des fibres.

- EN 15422, Produits préfabriqués en béton - Spécification de fibres de verre.